# دربر (حومة بم)
دربر (بالفارسية: دربر) هي قرية تقع في إيران في منطقة مركزية ريفية. يقدر عدد سكانها بـ 267 نسمة بحسب إحصاء 2016.